# 18747 Lexcen
18747 Lexcen è un asteroide della fascia principale. Scoperto nel 1999, presenta un'orbita caratterizzata da un semiasse maggiore pari a 2,1694706 au e da un'eccentricità di 0,1203155, inclinata di 3,31504° rispetto all'eclittica.
L'asteroide è dedicato al progettista navale australiano Ben Lexcen.